# Petra Luterán
Petra Luterán (15 giugno 1997) è un'atleta e atleta paralimpica ungherese specializzata nelle gare di velocità e nel salto in lungo e classificata T47 in quanto amputata a un braccio in seguito a un incidente nel 2022.

## Biografia
Specializzata inizialmente nel salto in alto, nel 2014 prende parte ai Giochi olimpici giovanili di Nanchino, dove si classifica quarta, e ai campionati mondiali juniores di Eugene, dove non riesce a superare i turni di qualificazione per la finale, così come ai campionati europei juniores di Eskilstuna 2015.
Nel 2022 a causa di un incidente le viene amputato il braccio sinistro sotto il gomito. Nonostante ciò continua a praticare l'atletica leggera, sia in manifestazioni per atleti normodotati, sia in quelle paralimpiche nella classe di competizione T47. Nel 2023 partecipa ai campionati mondiali paralimpici di Parigi, dove si classifica settima nel salto in lungo T47 e nei 400 metri piani T47, mentre non passa le batterie di qualificazione dei 100 e 200 metri piani T47.
Nel 2024 ai campionati mondiali paralimpici di Kobe conquista la medaglia d'oro e il titolo di campionessa del mondo nei 400 metri piani T47 e nel salto in lungo T47, mentre si classifica quinta nei 100 metri piani T47 e settima nei 200 metri piani T47. A distanza di circa quattro mesi rappresenta l'Ungehria ai Giochi paralimpici di Parigi, conquistando la medaglia d'argento nel salto in lungo T47 e la quarta posizione in classifica nei 400 metri piani T47, non riuscendo invece a qualificarsi alla finale dei 200 metri piani T47.

## Progressione

### Atletica leggera

#### Salto in alto
| Stagione | Misura    | Luogo            | Data      | Rank. Mond. |
| -------- | --------- | ---------------- | --------- | ----------- |
| 2021     | 1,70 m(i) | Iowa City        | 22-1-2021 | 1159ª       |
| 2020     | 1,73 m(i) | Lincoln          | 18-1-2020 | 662ª        |
| 2019     | 1,70 m    | Lincoln          | 6-4-2019  | 1292ª       |
| 2018     | 1,85 m(i) | Colorado Springs | 26-1-2018 | 98ª         |
| 2017     | 1,81 m    | Columbia         | 15-4-2017 | 214ª        |
| 2016     | 1,81 m    | Miskolc          | 1-7-2016  | 222ª        |
| 2015     | 1,82 m    | Székesfehérvár   | 17-5-2015 | 200ª        |
| 2014     | 1,82 m    | Baku             | 31-5-2014 | 202ª        |
| 2013     | 1,71 m    | Hradec Králové   | 8-6-2013  | 995ª        |
| 2012     | 1,65 m    | Budapest         | 6-10-2012 | –           |
| 2011     | 1,55 m    | Budapest         | 8-10-2011 | –           |

### Atletica leggera paralimpica
Statistiche ricavate da paralympic.org/athletics/rankings (al 17 agosto 2024).

#### 100 metri piani T47
| Stagione | Misura | Luogo  | Data      | Rank. Mond. |
| -------- | ------ | ------ | --------- | ----------- |
| 2024     | 12"95  | Kōbe   | 18-5-2024 |             |
| 2023     | 13"24  | Parigi | 10-7-2023 | 25ª         |

#### 200 metri piani T47
| Stagione | Misura | Luogo  | Data      | Rank. Mond. |
| -------- | ------ | ------ | --------- | ----------- |
| 2024     | 25"90  | Parigi | 7-9-2024  |             |
| 2023     | 27"34  | Parigi | 17-7-2023 | 22ª         |

#### 400 metri piani T47
| Stagione | Misura  | Luogo  | Data      | Rank. Mond. |
| -------- | ------- | ------ | --------- | ----------- |
| 2024     | 57"41   | Parigi | 31-8-2024 |             |
| 2023     | 1'00"10 | Parigi | 13-7-2023 | 9ª          |

#### Salto in lungo T47
| Stagione | Misura | Luogo  | Data      | Rank. Mond. |
| -------- | ------ | ------ | --------- | ----------- |
| 2024     | 5,85 m | Parigi | 6-9-2024  |             |
| 2023     | 5,23 m | Parigi | 16-7-2023 | 10ª         |

## Palmarès

### Atletica leggera
| Anno | Manifestazione               | Sede       | Evento        | Risultato       | Prestazione | Note |
| ---- | ---------------------------- | ---------- | ------------- | --------------- | ----------- | ---- |
| 2014 | Giochi olimpici giovanili    | Nanchino   | Salto in alto | 4ª              | 1,81 m      |      |
| 2014 | Campionati mondiali juniores | Eugene     | Salto in alto | Qualificaizione | 1,75 m      |      |
| 2015 | Campionati europei juniores  | Eskilstuna | Salto in alto | Qualificazione  | 1,70 m      |      |

### Atletica leggera paralimpica
| Anno | Manifestazione                  | Sede   | Evento             | Risultato | Prestazione | Note  |
| ---- | ------------------------------- | ------ | ------------------ | --------- | ----------- | ----- |
| 2023 | Campionati mondiali paralimpici | Parigi | 100 m piani T47    | Batteria  | 13"24       | [ 1 ] |
| 2023 | Campionati mondiali paralimpici | Parigi | 200 m piani T47    | Batteria  | 27"34       | [ 1 ] |
| 2023 | Campionati mondiali paralimpici | Parigi | 400 m piani T47    | 7ª        | 1'00"46     | [ 1 ] |
| 2023 | Campionati mondiali paralimpici | Parigi | Salto in lungo T47 | 7ª        | 5,23 m      | [ 1 ] |
| 2024 | Campionati mondiali paralimpici | Kōbe   | 100 m piani T47    | 5ª        | 13"09       | [ 2 ] |
| 2024 | Campionati mondiali paralimpici | Kōbe   | 200 m piani T47    | 7ª        | 26"22       | [ 2 ] |
| 2024 | Campionati mondiali paralimpici | Kōbe   | 400 m piani T47    | Oro       | 58"35       | [ 2 ] |
| 2024 | Campionati mondiali paralimpici | Kōbe   | Salto in lungo T47 | Oro       | 5,66 m      | [ 2 ] |
| 2024 | Giochi paralimpici              | Parigi | 200 m piani T47    | Batteria  | 25"90       | [ 3 ] |
| 2024 | Giochi paralimpici              | Parigi | 400 m piani T47    | 4ª        | 57"41       | [ 4 ] |
| 2024 | Giochi paralimpici              | Parigi | Salto in lungo T47 | Argento   | 5,85 m      | [ 5 ] |